# Parco nazionale dei Voyageurs
Il parco nazionale dei Voyageurs (in inglese: Voyageurs National Park) è un parco nazionale situato in Minnesota, negli Stati Uniti d'America.